# Femina (album de John Zorn)
 (novembre 2023).
Pour les articles homonymes, voir Fémina.
Femina est un album de John Zorn paru sur le label Tzadik en 2009. Conçu selon la technique des file cards, il constitue un hommage aux femmes dans les arts et est joué par un ensemble entièrement féminin. L'album contient un livret de photos de Kiki Smith.

## Titres
| 1.    | Femina - Part one   | 11:42 |
| 2.    | Femina - Part two   | 10:11 |
| 3.    | Femina - Part three | 10:16 |
| 4.    | Femina - End titles | 3:17  |
| 35:26 |                     |       |

## Personnel
- Jennifer Choi - violon
- Sylvie Courvoisier - piano
- Carol Emanuel - harpe
- Okkyung Lee - violoncelle
- Ikue Mori - électronique
- Shayna Dunkelman - percussion

Invitée spéciale
- Laurie Anderson - texte d'introduction